# Đô la Barbados
Đô la Barbados là một loại tiền tệ của Barbados kể từ năm 1882. Hiện mỗi đồng đô la có ISO 4217 mã BBD và thường được viết tắt với ký hiệu đô la "$" hoặc, lựachọn, "Bds$" để phân biệt nó khác với dollar-chỉ tên một loại tiền tệ. Nó có giá trị bằng 100 cent. Vào 09 tháng 3 năm 2009 nó đã được có tên trong báo cáo đánh giá của các cơ quan quốc tế Standard & Poor's (S&P) và được đánh giá cao loại tiền tệ của Barbados như "A-/A-2". Các loại tiền tệ cũng được biết không chính thức trong tiếng lóng như là "baller".

## Khác
- Krause, Chester L. & Clifford Mishler (1991). Standard Catalog of World Coins: 1801-1991 (ấn bản thứ 18). Krause Publications. ISBN 0-87341-150-1.
- Pick, Albert (1994). Standard Catalog of World Paper Money: General Issues. Colin R. Bruce II and Neil Shafer (editors) (ấn bản thứ 7). Krause Publications. ISBN 0-87341-207-9.
- Pick, Albert (1990). Standard Catalog of World Paper Money: Specialized Issues. Colin R. Bruce II and Neil Shafer (editors) (ấn bản thứ 6). Krause Publications. ISBN 0-87341-149-8.

1. ↑  "Outlook slides". The Nation Newspaper. Bản gốc lưu trữ ngày 13 tháng 4 năm 2009. Truy cập ngày 9 tháng 4 năm 2009.

## Liên kết
- Tiền giấy của Barbados